# Henri Szwarc
Henri Szwarc (ur.  1930 – Lublin, zm. 22 kwietnia 2005) – urodzony w Polsce francuski brydżysta, World Grand Master w kategorii Open (WBF), European Grand Master oraz European Champion w kategorii Open (EBL).

## Wyniki brydżowe

### Olimpiady
Na olimpiadach uzyskał następujące rezultaty:
| Olimpiady brydżowe. Zawody teamów | Olimpiady brydżowe. Zawody teamów | Olimpiady brydżowe. Zawody teamów | Olimpiady brydżowe. Zawody teamów | Olimpiady brydżowe. Zawody teamów | Olimpiady brydżowe. Zawody teamów |
| Rok                               | Miejsce                           | Zawody                            | Kategoria                         | Drużyna                           | Pozycja                           |
| --------------------------------- | --------------------------------- | --------------------------------- | --------------------------------- | --------------------------------- | --------------------------------- |
| 1996                              | Rodos                             | 10. Olimpiada Teamów              | Open                              | France                            | 1                                 |
| 1984                              | Seattle                           | 7. Olimpiada Teamów               | Open                              | France                            | 2                                 |
| 1980                              | Valkenburg                        | 6. Olimpiada Teamów               | Open                              | France                            | 1                                 |

### Zawody światowe
W światowych zawodach zdobył następujące lokaty:
| Mistrzostwa Świata. Konkurencja teamów | Mistrzostwa Świata. Konkurencja teamów | Mistrzostwa Świata. Konkurencja teamów | Mistrzostwa Świata. Konkurencja teamów | Mistrzostwa Świata. Konkurencja teamów | Mistrzostwa Świata. Konkurencja teamów |
| Rok                                    | Miejsce                                | Zawody                                 | Kategoria                              | Drużyna                                | Pozycja                                |
| -------------------------------------- | -------------------------------------- | -------------------------------------- | -------------------------------------- | -------------------------------------- | -------------------------------------- |
| 2003                                   | Monte Carlo                            | 36. Mistrzostwa Świata Teamów          | Trans                                  | Szwarc                                 | 18                                     |
| 2002                                   | Montreal                               | 11. Mistrzostwa Świata                 | Seniorzy                               | Romik                                  | 7                                      |
| 2001                                   | Paryż                                  | 35. Mistrzostwa Świata Teamów          | Trans                                  | Rand                                   | 28                                     |
| 1998                                   | Lille                                  | 10. Mistrzostwa Świata                 | Open                                   | Sussel                                 | 113                                    |
| 1994                                   | Albuquerque                            | 9. Mistrzostwa Świata                  | Open                                   | Szwarc                                 | 33                                     |
| 1983                                   | Sztokholm                              | 26. Mistrzostwa Świata Teamów          | Open                                   | France                                 | 3                                      |
| 1982                                   | Biarritz                               | 6. Mistrzostwa Świata                  | Open                                   | Szwarc                                 | 23                                     |
| 1975                                   | Southampton                            | 21. Mistrzostwa Świata Teamów          | Open                                   | France                                 | 3                                      |
| 1974                                   | Wenecja                                | 20. Mistrzostwa Świata Teamów          | Open                                   | France                                 | 5                                      |
| 1971                                   | Tajpej                                 | 18. Mistrzostwa Świata Teamów          | Open                                   | France                                 | 2                                      |
| 1969                                   | Rio de Janeiro                         | 16. Mistrzostwa Świata Teamów          | Open                                   | France                                 | 4                                      |
| 1967                                   | Miami                                  | 15. Mistrzostwa Świata Teamów          | Open                                   | France                                 | 3                                      |

| Mistrzostwa Świata. Konkurencja par | Mistrzostwa Świata. Konkurencja par | Mistrzostwa Świata. Konkurencja par | Mistrzostwa Świata. Konkurencja par | Mistrzostwa Świata. Konkurencja par | Mistrzostwa Świata. Konkurencja par |
| Rok                                 | Miejsce                             | Zawody                              | Kategoria                           | Partner                             | Pozycja                             |
| ----------------------------------- | ----------------------------------- | ----------------------------------- | ----------------------------------- | ----------------------------------- | ----------------------------------- |
| 2002                                | Montreal                            | 11. Mistrzostwa Świata              | Seniorzy                            | José Damiani                        | 33                                  |
| 1994                                | Albuquerque                         | 9. Mistrzostwa Świata               | Open                                | Marc Bompis                         | 37                                  |
| 1990                                | Genewa                              | 8. Mistrzostwa Świata               | Open                                | Herve Pacault                       | 15                                  |
| 1986                                | Miami Beach                         | 7. Mistrzostwa Świata               | Open                                | Herve Pacault                       | 13                                  |

| Mistrzostwa Świata. Konkurencja indywidualna | Mistrzostwa Świata. Konkurencja indywidualna | Mistrzostwa Świata. Konkurencja indywidualna | Mistrzostwa Świata. Konkurencja indywidualna | Mistrzostwa Świata. Konkurencja indywidualna | Mistrzostwa Świata. Konkurencja indywidualna |
| Rok                                          | Miejsce                                      | Zawody                                       | Kategoria                                    | Pozycja                                      |                                              |
| -------------------------------------------- | -------------------------------------------- | -------------------------------------------- | -------------------------------------------- | -------------------------------------------- | -------------------------------------------- |
| 2004                                         | Werona                                       | 6. Indywidualne Mistrzostwa Świata           | Open                                         | 33                                           |                                              |
| 2000                                         | Ateny                                        | 5. Indywidualne Mistrzostwa Świata           | Open                                         | 46                                           |                                              |
| 1998                                         | Ajaccio                                      | 4. Indywidualne Mistrzostwa Świata           | Open                                         | 32                                           |                                              |
| 1996                                         | Paryż                                        | 3. Indywidualne Mistrzostwa Świata           | Open                                         | 33                                           |                                              |
| 1994                                         | Paryż                                        | 2. Indywidualne Mistrzostwa Świata           | Open                                         | 7                                            |                                              |

### Zawody europejskie
W europejskich zawodach zdobył następujące lokaty:
| Zawody europejskie. Konkurencja teamów | Zawody europejskie. Konkurencja teamów | Zawody europejskie. Konkurencja teamów | Zawody europejskie. Konkurencja teamów | Zawody europejskie. Konkurencja teamów | Zawody europejskie. Konkurencja teamów |
| Rok                                    | Miejsce                                | Zawody                                 | Kategoria                              | Drużyna                                | Pozycja                                |
| -------------------------------------- | -------------------------------------- | -------------------------------------- | -------------------------------------- | -------------------------------------- | -------------------------------------- |
| 1999                                   | Malta                                  | 44. Mistrzostwa Europy Teamów          | Seniorzy                               | France                                 | 2                                      |
| 1983                                   | Wiesbaden                              | 36. Mistrzostwa Europy Teamów          | Open                                   | France                                 | 1                                      |
| 1981                                   | Birmingham                             | 35. Mistrzostwa Europy Teamów          | Open                                   | France                                 | 3                                      |
| 1974                                   | Herclijja                              | 31. Mistrzostwa Europy Teamów          | Open                                   | France                                 | 1                                      |
| 1973                                   | Ostenda                                | 30. Mistrzostwa Europy Teamów          | Open                                   | France                                 | 2                                      |
| 1970                                   | Estoril                                | 28. Mistrzostwa Europy Teamów          | Open                                   | France                                 | 1                                      |
| 1967                                   | Dublin                                 | 26. Mistrzostwa Europy Teamów          | Open                                   | France                                 | 2                                      |
| 1966                                   | Warszawa                               | 25. Mistrzostwa Europy Teamów          | Open                                   | France                                 | 1                                      |
| 1959                                   | Palermo                                | 20. Mistrzostwa Europy Teamów          | Open                                   | France                                 | 2                                      |
| 1956                                   | Sztokholm                              | 17. Mistrzostwa Europy Teamów          | Open                                   | France                                 | 2                                      |
| 1954                                   | Montreux                               | 15. Mistrzostwa Europy Teamów          | Open                                   | France                                 | 2                                      |

| Zawody europejskie. Konkurencja par | Zawody europejskie. Konkurencja par | Zawody europejskie. Konkurencja par | Zawody europejskie. Konkurencja par | Zawody europejskie. Konkurencja par | Zawody europejskie. Konkurencja par |
| Rok                                 | Miejsce                             | Zawody                              | Kategoria                           | Partner                             | Pozycja                             |
| ----------------------------------- | ----------------------------------- | ----------------------------------- | ----------------------------------- | ----------------------------------- | ----------------------------------- |
| 2001                                | Sorrento                            | 11. Mistrzostwa Europy Par          | Seniorzy                            | José Damiani                        | 20                                  |
| 1999                                | Warszawa                            | 10. Mistrzostwa Europy Par          | Seniorzy                            | José Damiani                        | 27                                  |
| 1997                                | Haga                                | 9. Mistrzostwa Europy Par           | Seniorzy                            | A. Bridi                            | 74                                  |
| 1989                                | Salsomaggiore                       | 5. Mistrzostwa Europy Par           | Open                                | Herve Pacault                       | 124                                 |

## Klasyfikacja
- Henri Szwarc – klasyfikacja WBF (ang.)
- Henri Szwarc – klasyfikacja EBL (ang.)